# 토요타 코롤라
토요타 코롤라(Toyota Corolla)는 일본 토요타 자동차가 생산하는 준중형급 세단 모델이다. 1966년 첫 출시 이후 현재까지 전 세계에서 큰 인기를 유지하고 있다. 1997년 세계에서 가장 많이 팔린 차로 선정되었고, 2007년까지 전 세계에서 3천 5백만 대 이상이 팔렸다. 40여 년 동안, 평균적으로 40초에 한 대꼴로 판매되었다고 한다. 현재 코롤라 모델은 몇 번의 재설계를 거쳐 코롤라 1세대와는 다른 형태로 이름만 공유하고 있으며, 여러 가지 파생 모델도 발매되었다. 세계에서 판매되는 토요타 모델 라인 중 코롤라의 위치는 야리스보다 비싸고 캠리보다 싸다. 대한민국에서는 2011년 서울 모터쇼에서 처음으로 공개되었으며, 판매도 개시했으나, 지금은 수입이 중단되어있는 상태다.

## 역사

### 1세대 — E10 시리즈

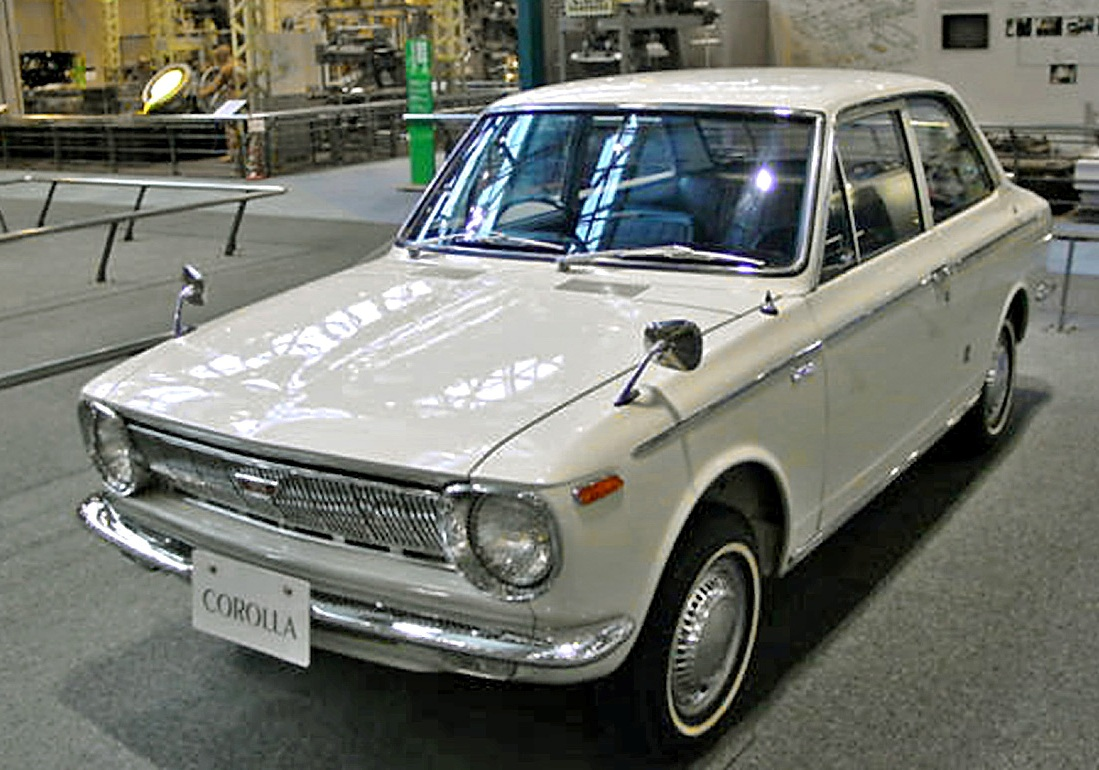
코롤라 1세대

1966년 10월 코롤라는 새로 개발한 1100cc K pushrod 엔진을 장착하고 출시되었다. 코롤라 스프린터 (The Corolla Sprinter) 모델은 패스트백(지붕에서 뒤끝까지 유선형으로 된 구조의 자동차) 버전으로 소개되었다.

### 2세대 — E20 시리즈

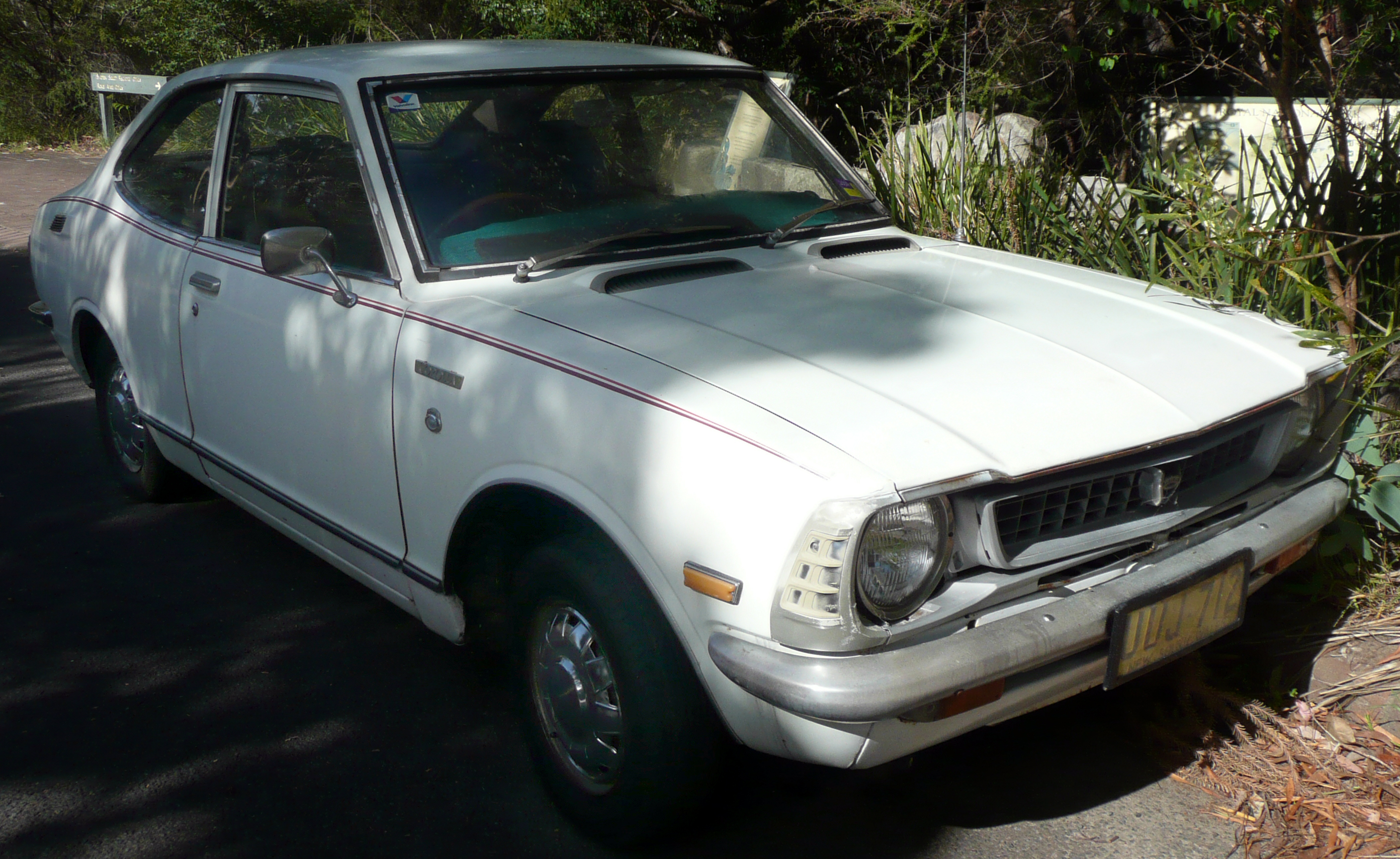
코롤라 2세대

1970년 5월 E20 모델은 1세대보다 좀 더 둥글게 디자인되고, 1400 cc T 엔진과 1600 cc 2T 엔진이 장착되어 출시되었다. 1972년, 당시 약세였던 혼다가 CVCC 엔진을 갖고 시빅을 시판, 그 엔진이 새로운 배기가스 기준에 합격하여 준중형 시장에서 코롤라는 뒷전으로 밀려나게 되었다.

### 3세대 — E30, E40, E50, E60 시리즈

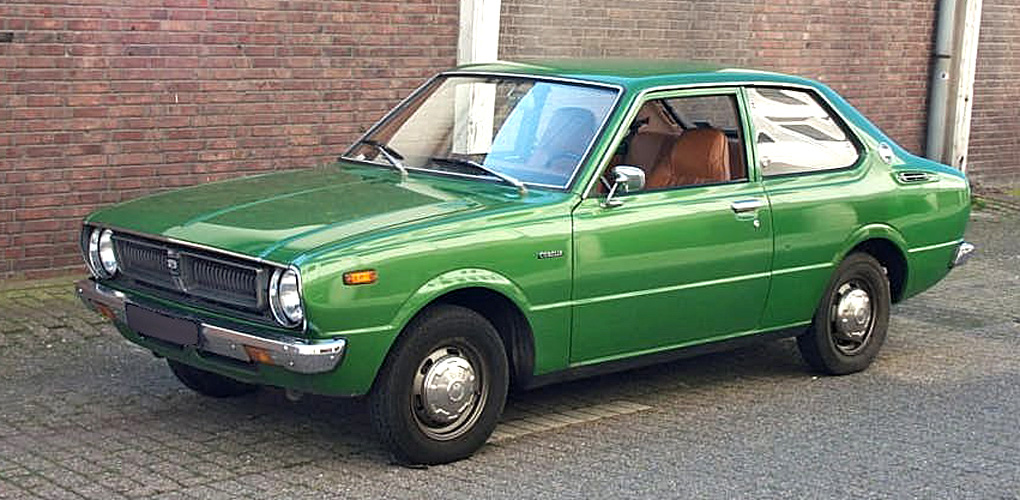
코롤라 3세대

1974년 4월 더 둥글고, 커지고, 무거워진 코롤라 3세대가 출시되었다. 2도어 모델도 이때 선보였다. 코롤라 모델은 E30으로 분류되고 스프린터 모델은 E40으로 분류된다.

### 4세대 — E70 시리즈

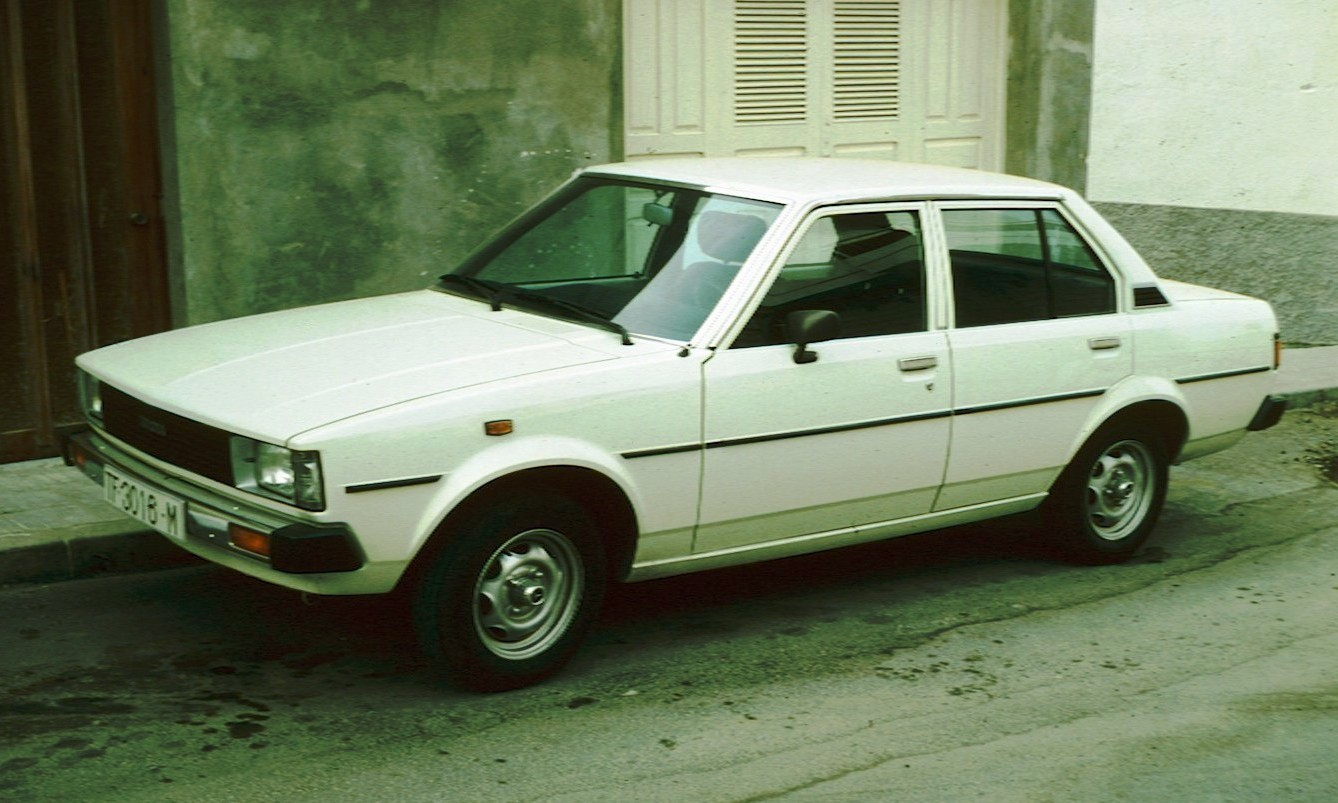
코롤라 4세대

1979년 3월 코롤라는 사각형 박스차 디자인을 선보이며 크게 변화된 4세대가 출시됐다. 전면 그릴은 심플하게 손댔고, 헤드 라이트와 테일 라이트는 복잡한 느낌이 나게끔 장식되었다. 새로운 3A와 4A SOHC 엔진을 추가해 달리기 성능이 크게 향상되었다. 4세대는 K와 T시리즈 엔진을 탑재한 마지막 코롤라 모델이었다.

### 5세대 — E80 시리즈

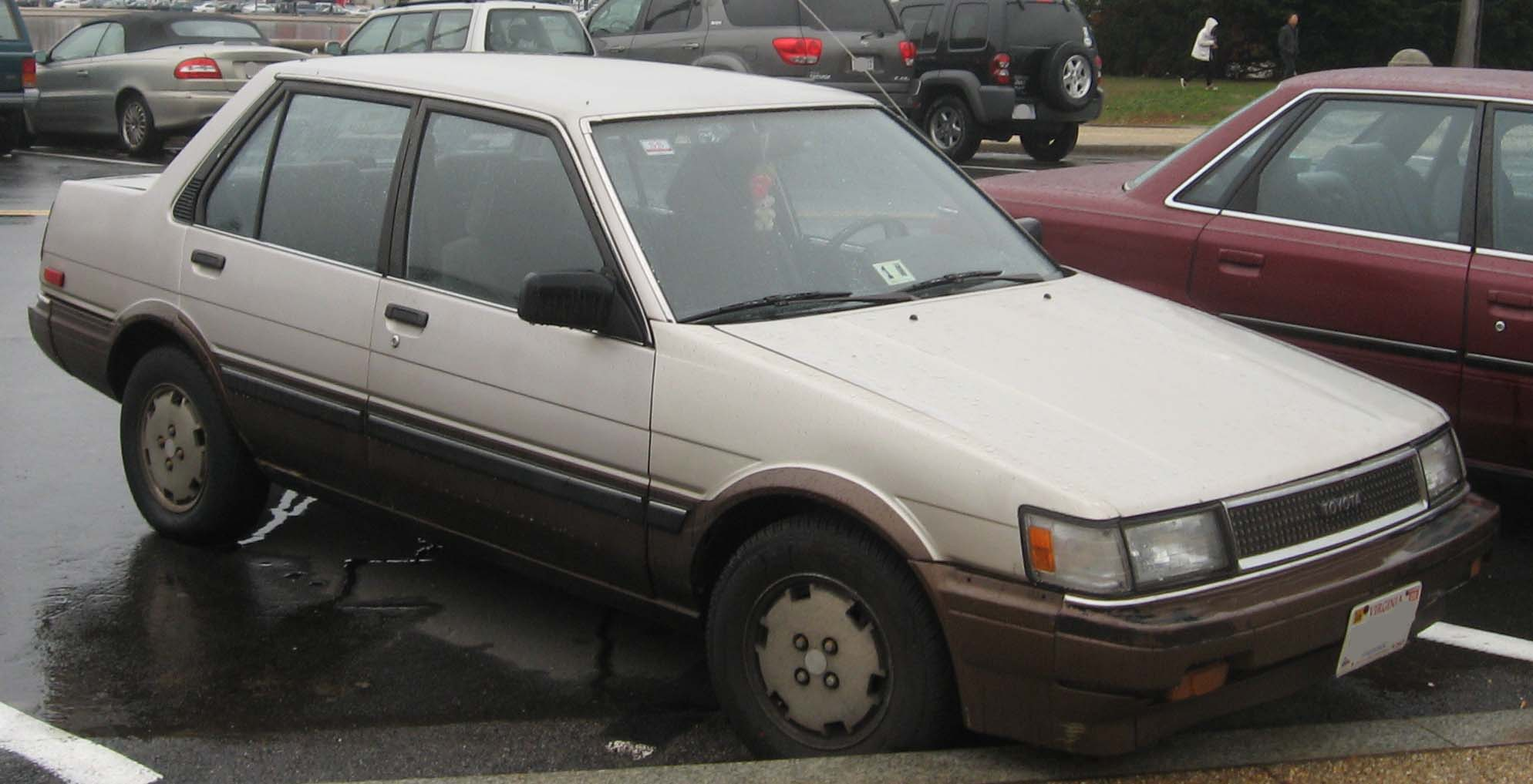
코롤라 5세대

1983년 5월에 출시된 5세대 코롤라는 날카로운 테와 경사진 본넷(bonnet)에 특징이 있었다. 새로운 1800cc 1C 디젤엔진을 추가한 모델도 선보였다. 1985년부터는 시보레 노바라는 이름으로 미국에서 판매되었다. 세단, 해치백, 리프트백 모델은 코롤라 역사상 최초로 전륜구동을 도입했지만, 3도어 해치백과 쿠페 모델(코롤라 레빈 AE85, AE86)은 여전히 후륜구동으로 남아있어 최후의 후륜구동 코롤라가 되었다.

### 6세대 — E90 시리즈

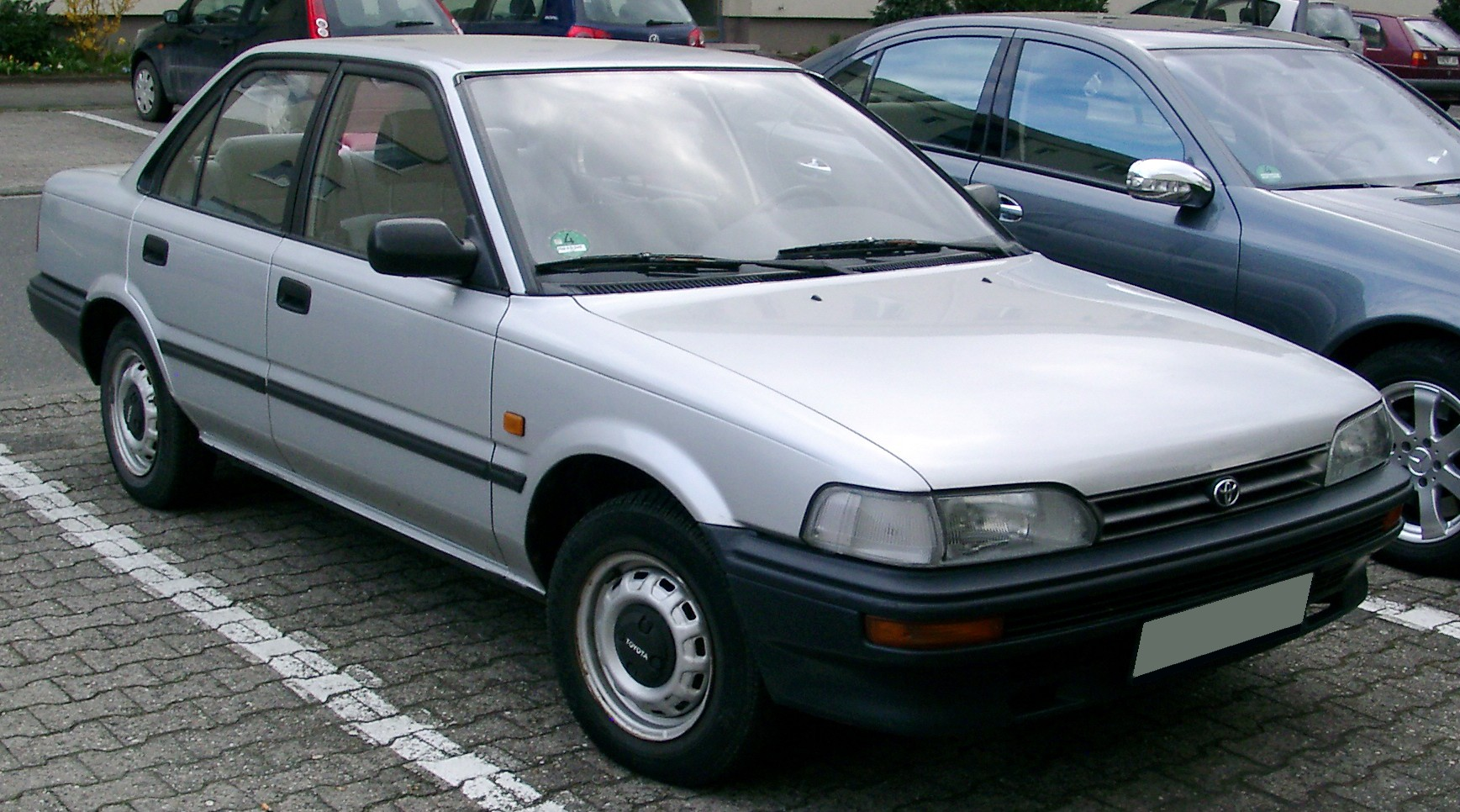
코롤라 6세대

통통해지고 공기 역학상의 디자인은 6세대 코롤라의 특징이었다. 1987년 5월 선보인 코롤라는 그때까지 나온 그 어떤 준중형 모델보다 세련된 멋을 보여줬다. 대부분 모델이 당시 전륜구동을 채택하였고, 몇 개 모델이 4륜구동을 채택하였다. 1.3리터 엔진을 수퍼차저로 튜닝해서 장착하기도 하였으며, 1991년 6월 12일까지 판매가 이루어졌다. 6세대 코롤라는 지오 프리즘 (Geo Prizm)이란 이름으로 미국 시장에서 판매되었고, 홀덴 노바 (Holden Nova)란 이름으로 호주 시장에서 판매되었다.

### 7세대 — E100 시리즈

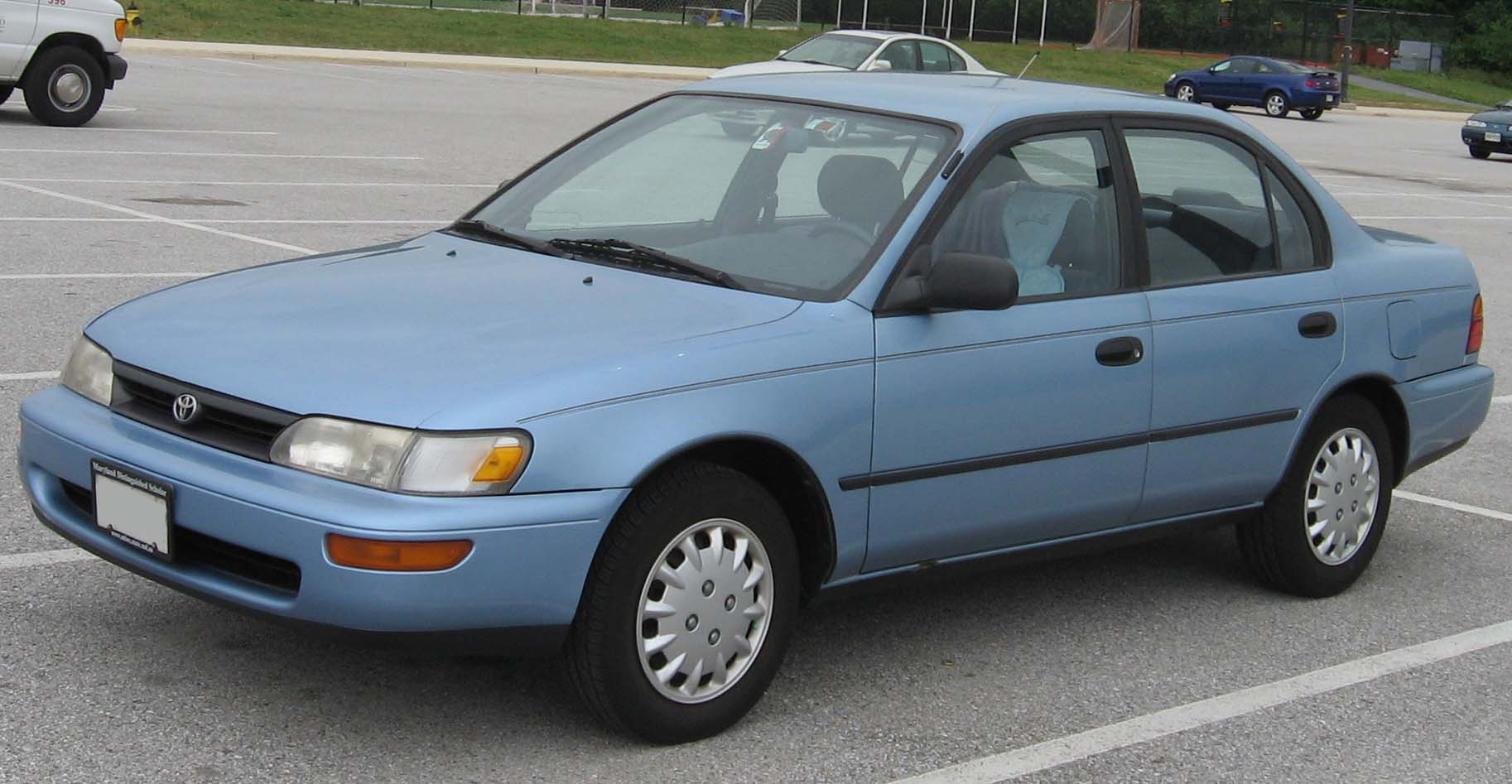
코롤라 7세대

1991년 6월 12일, 디자인면에서 큰 변화를 보인 7세대 코롤라가 선보였다. 버블 경제가 한창이던 시기에 개발되었던 덕에 전 세대 모델에 비해 첨단 기술들이 많이 탑재되었다. 그리고 당시 개발 팀장이었던 사이토 아키히코 박사는 새로운 세련함을 선보인 코롤라 7세대를 '미니 렉서스'라고 불렀다고 한다. 쿠페 모델은 코롤라 레빈 AE101이란 이름으로 출시되었다. 호주 시장에서는 다른 시장의 출시 시기보다 꽤 뒤늦은 1994년에 출시되었으며, 1999년까지 생산되었다.

### 8세대 — E110 시리즈

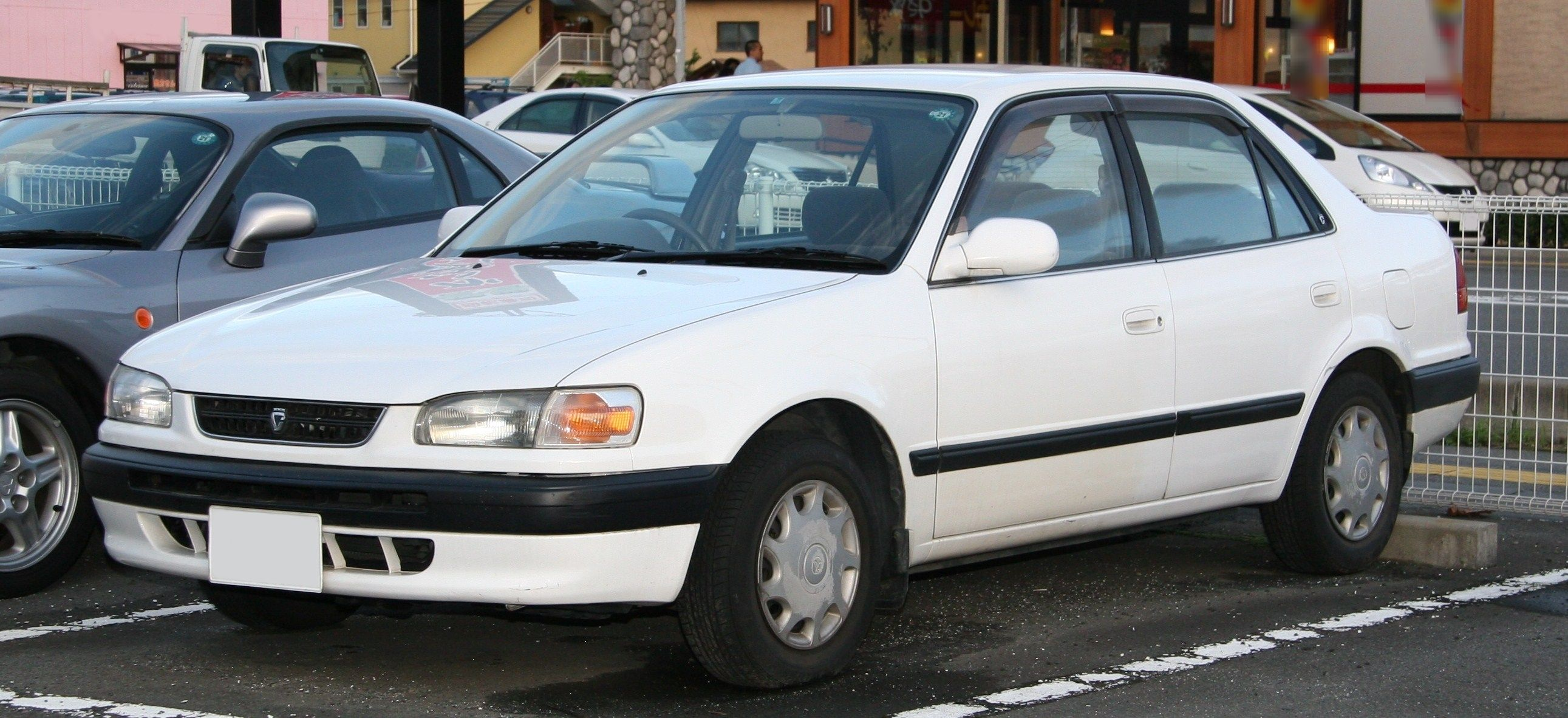
코롤라 8세대 전기형

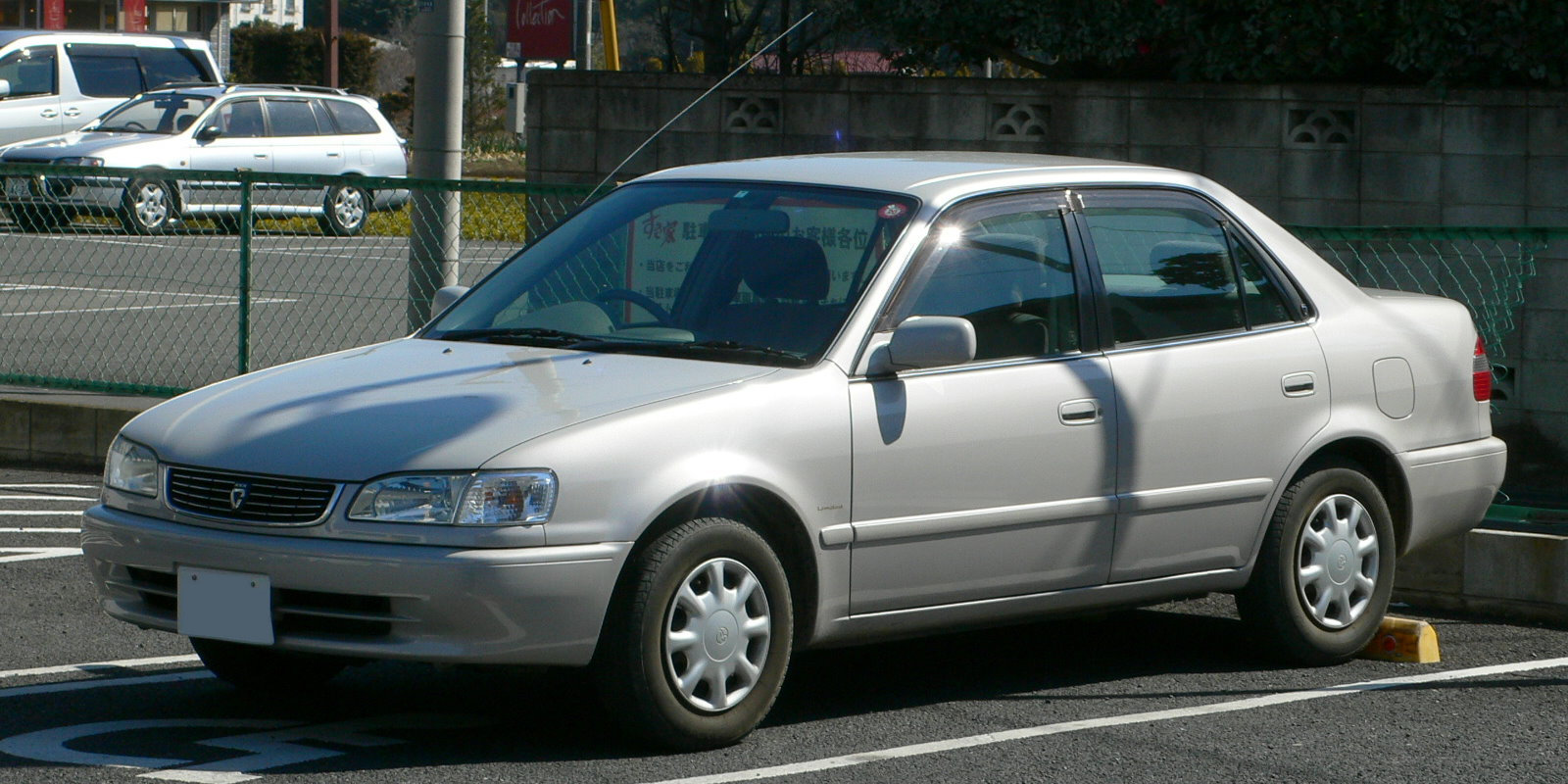
코롤라 8세대 후기형

1995년 5월 출시되었다. 외관상 7세대와 다른 점은 거의 찾기 어려웠지만 기술적인 부분은 크게 발전했다. 1998년 일본을 제외한 나라에서 출시된 코롤라는 도요타의 새 엔진인 ZZ 엔진을 장착했다. 이 엔진은 도요타의 첫 알루미늄 블록과 알루미늄 실린더 헤드를 사용한 엔진이었다. 알루미늄 엔진 사용으로 E100보다 차량 무게를 크게 줄일 수 있었다.

### 9세대 — E120, E130 시리즈

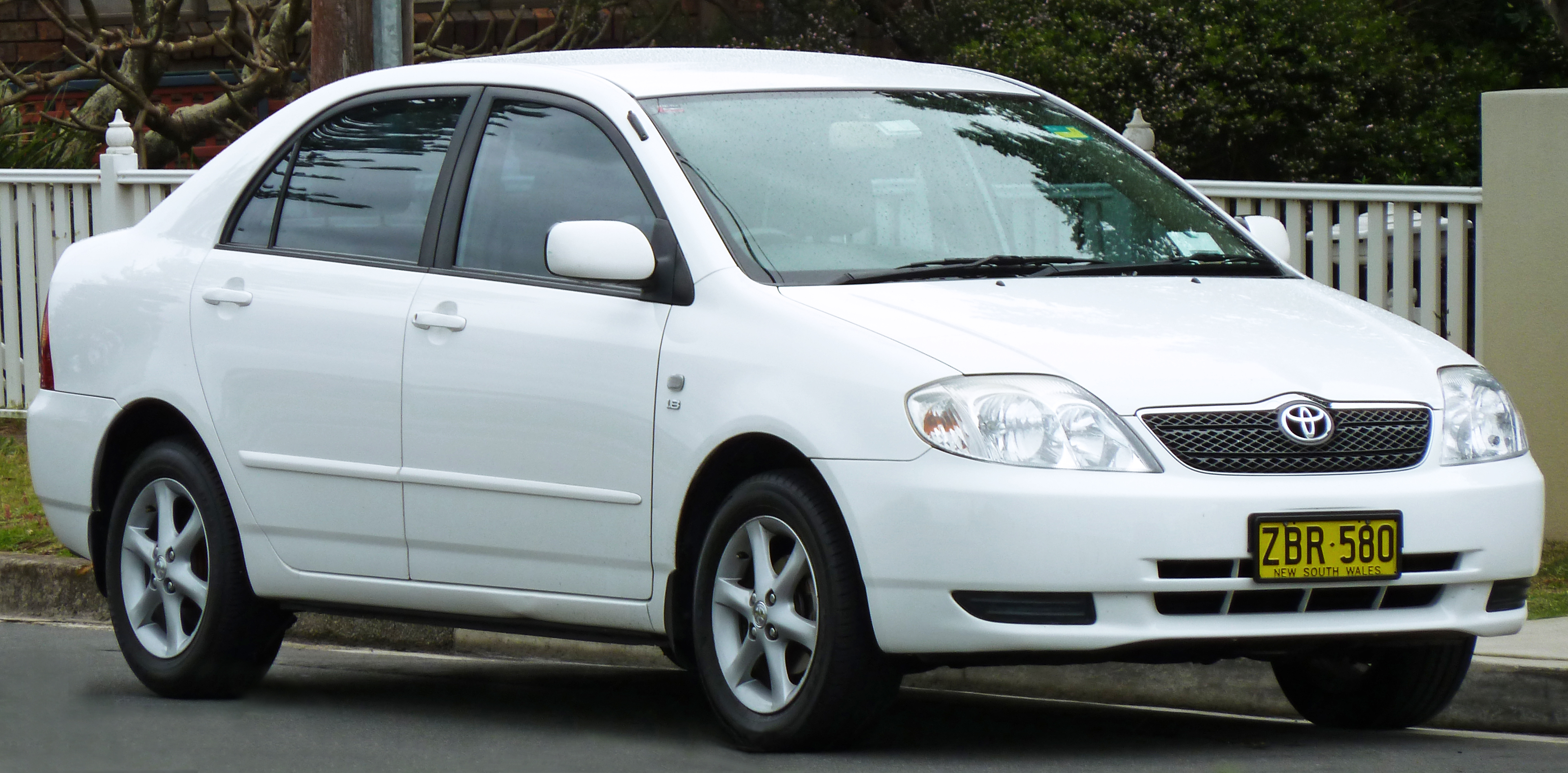
코롤라 9세대 전기형

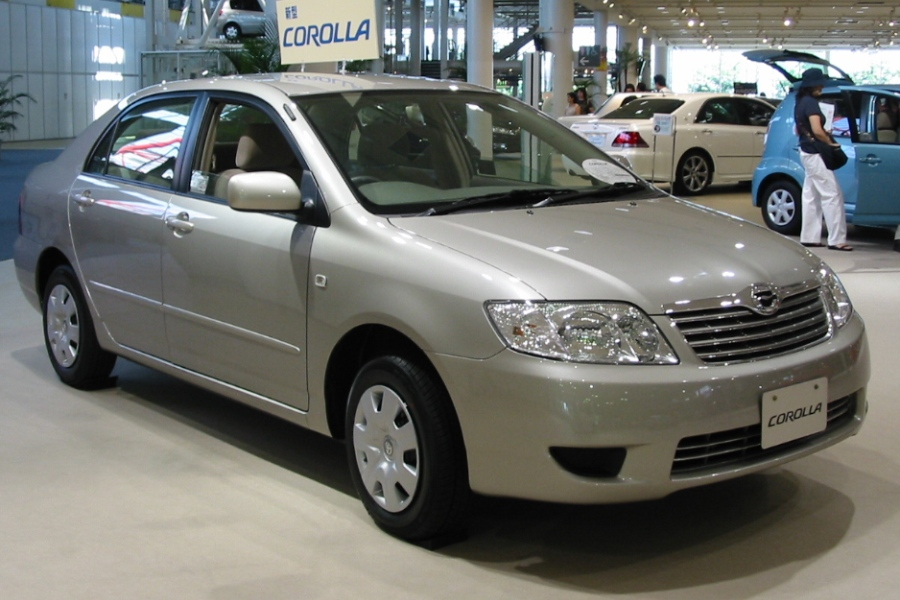
코롤라 9세대 후기형

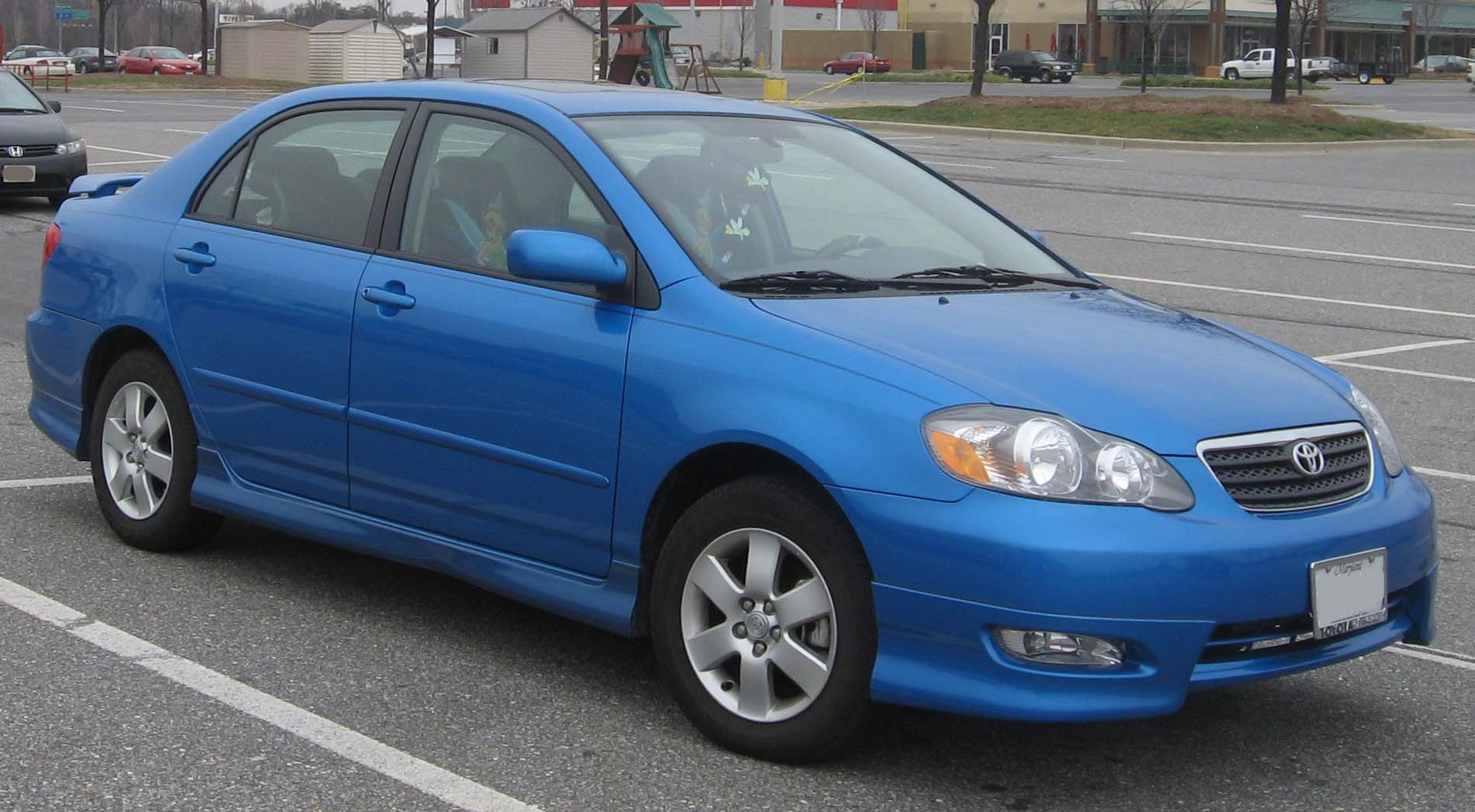
코롤라 9세대 북미 시장용

2000년 11월 9세대 코롤라가 일본에서 첫 소개되었다. 일본 내에서는 해치백 모델은 코롤라 룬스 내지는 알렉스, 스테이션 웨건 모델은 코롤라 필더란 이름으로 출시되었다. 
2001년 중순에 대만과 동남아시아 국가 연합 국가에서 출시된 모델은 알티스라는 서브네임을 사용했으며, 북미형 모델을 보다 고급스럽게 치장한 모습이었다.
2002년과 2004년에는 일본 내수용 모델이 두 번의 마이너체인지를 거쳤다.
2006년에는 대부분의 국가에서 단종되었으며, 일본 시장에서는 코롤라 악시오로 대체되었다. 중국 시장에서는 여러 번의 페이스리프트를 거치며 2017년 2월에 바이오스와 통합될 때까지 판매되었다.

### 10세대 — E140, E150 시리즈

#### 코롤라 악시오 (1세대)

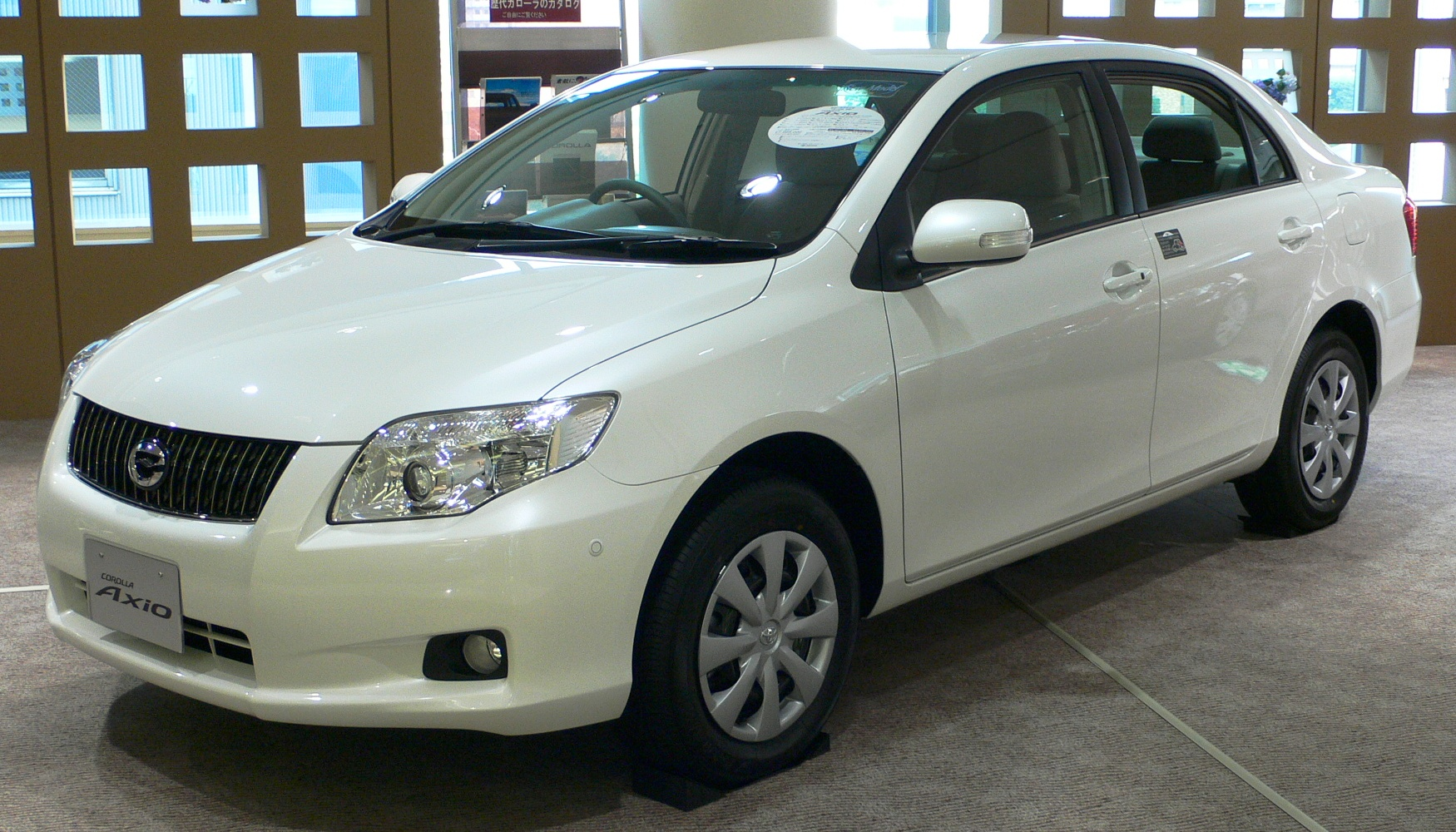
코롤라 악시오

2006년 10월에 출시되었다. 세단 모델에는 악시오라는 서브 네임이 붙었고, 왜건은 필더라는 명칭을 유지하고 있다. 일본의 도로 사정과 5넘버 규격에 맞춰 설계된 것이 특징이나, 일본 외에도 홍콩과 마카오로도 수출되었다.

#### 세계 시장용

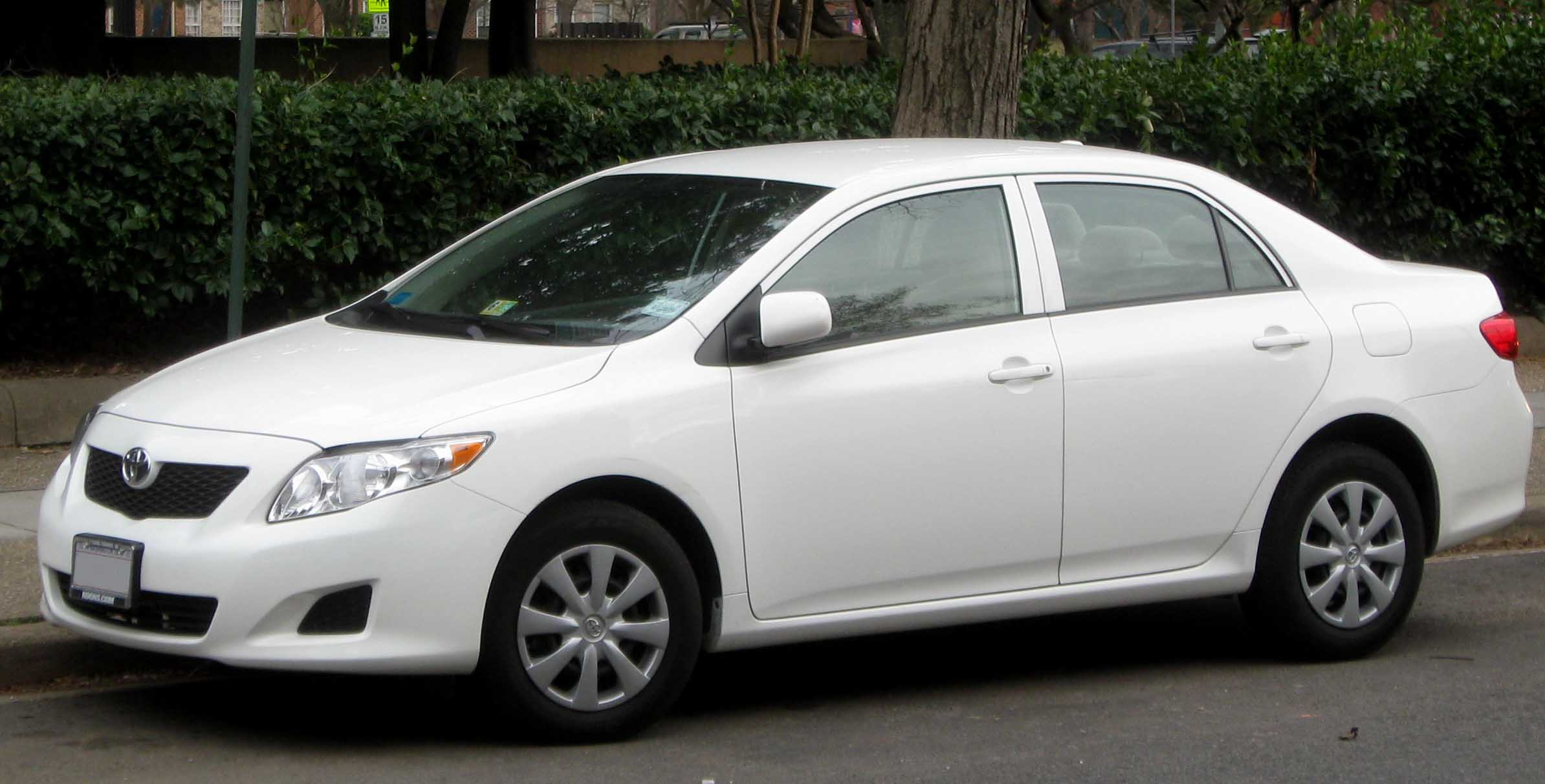
코롤라 10세대 (북미 시장)

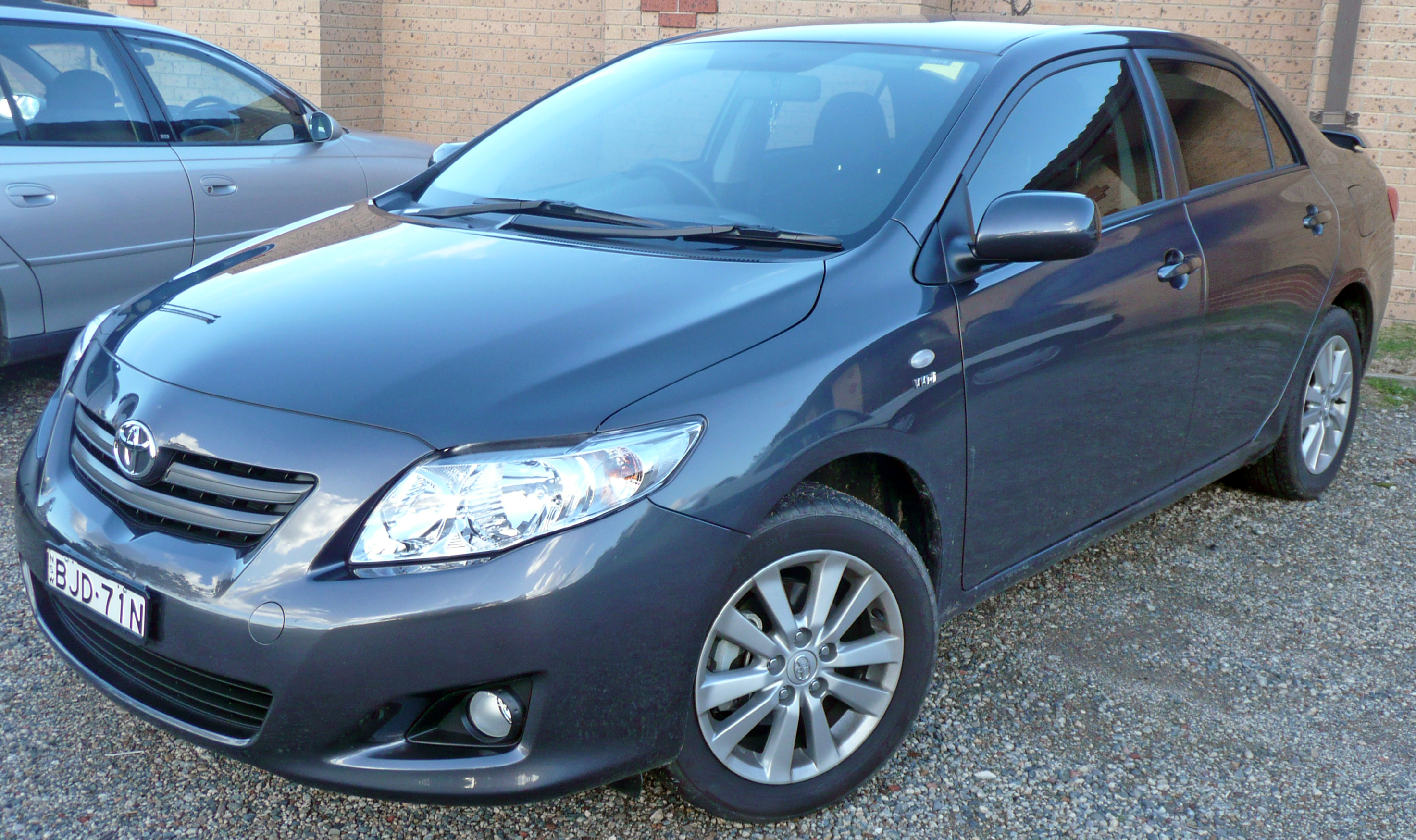
코롤라 10세대 (해외 시장)

2006년 12월 유럽에서 E150 모델이 공개되었고, 2007년 초에 북미에서도 E140 모델의 출시가 진행되었다. 대만과 동남아시아 국가 연합 국가에서는 Altis라는 이름을 유지하고 있다. 호주에서 마지막으로 생산된 코롤라이며, 이후에는 태국에서 물량을 수입하게 된다. 
대한민국에는 2011년부터 132마력 1.8리터 DOHC 모델이 판매됐으며, 대한민국에 처음으로 정식 발매된 코롤라다. 경쟁 차종으로는 혼다 시빅, 포드 포커스, 현대 아반떼, 기아 K3, 쉐보레 크루즈, 폭스바겐 제타가 있다.
하지만 1.8리터 엔진만 적용되어 세제 측면부터 불리하였다. 게다가 중형차 수준의 비싼 가격에 비해 뒷 브레이크를 디스크가 아닌 드럼을 적용한 데다가, 4단 자동변속기를 적용한 탓에 옵션이 빈약하여 대한민국에서는 판매 부진에 시달렸다. 결국 2014년 초 토요타 자동차의 지시로 수입이 중단되었다.

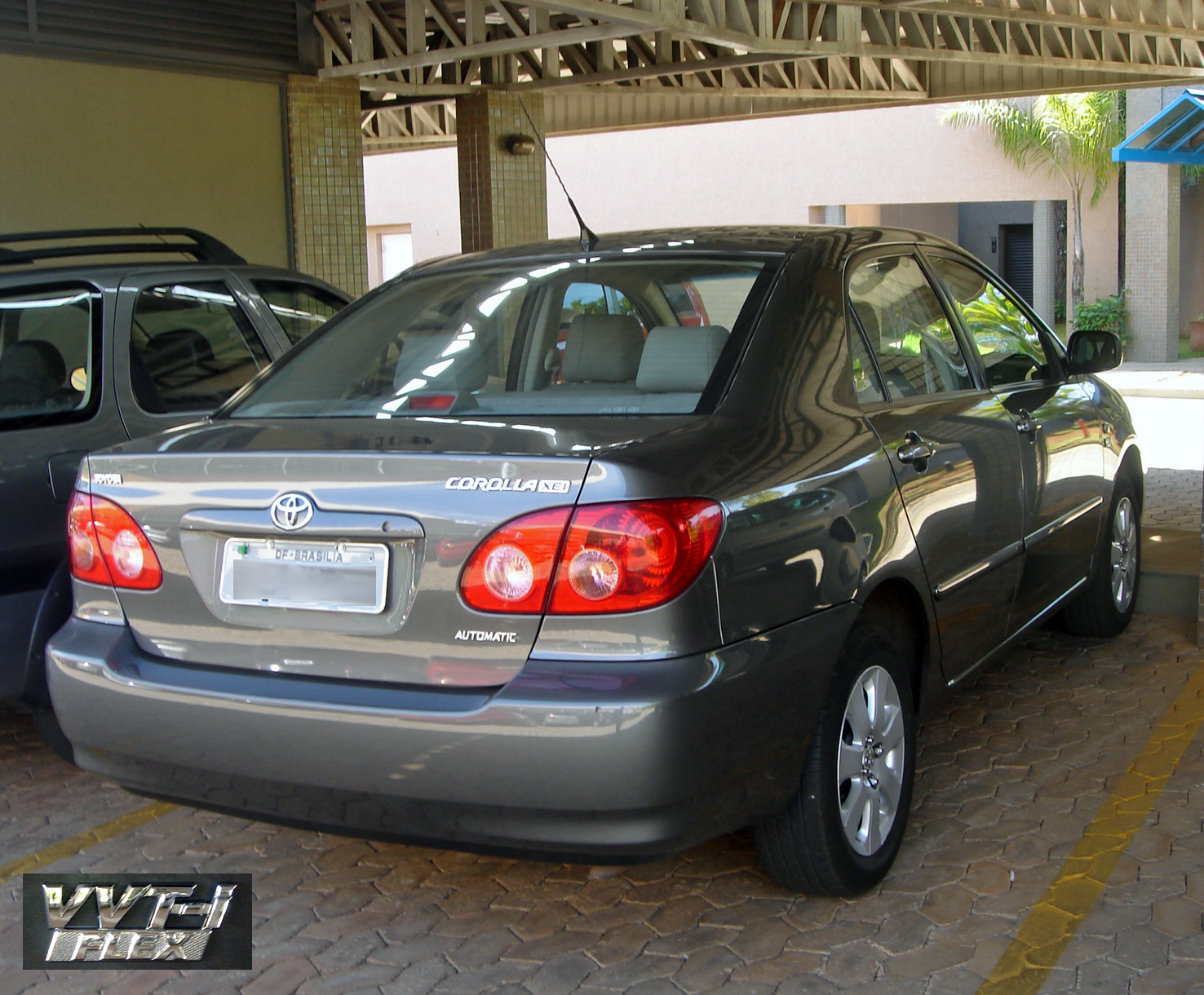
브라질 시장용 코롤라 VVTi Flex는 휘발유 뿐 아니라 에탄올도 연료로 사용할 수 있다.

### 11세대 - E160/E170 시리즈

#### 코롤라 악시오 (2세대, E160)

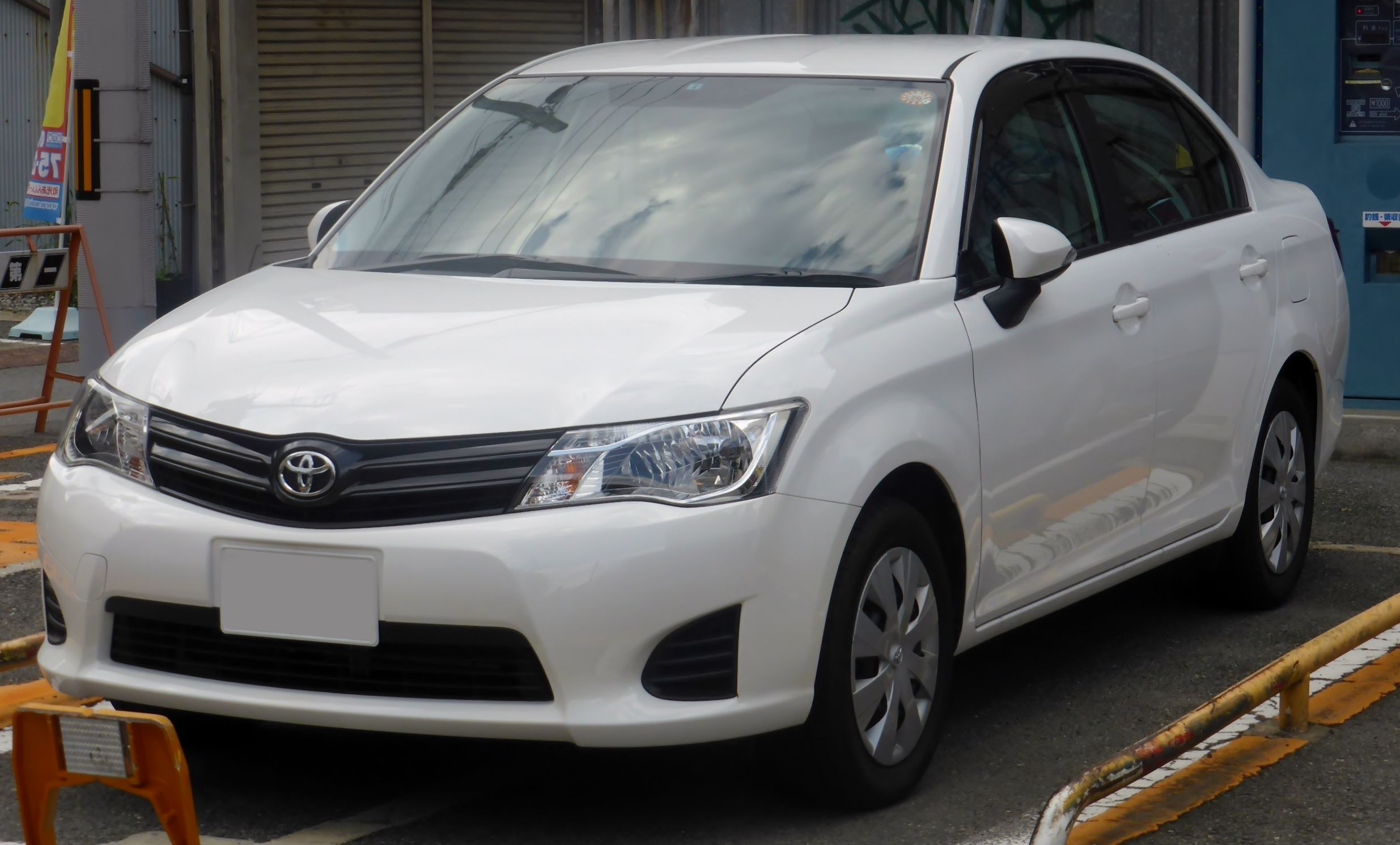
코롤라 악시오

2012년 출시되었으며, 이전 모델보다 크기를 더 줄인 것에 따라 기존에 팔리던 벨타도 대체하게 되었다. 또, 이 세대부터는 세계 시장용 코롤라와는 다른 플랫폼을 쓰게 되었다. 
이전 모델과 같이 홍콩과 마카오에도 수출되었지만, 이 세대부터는 뉴질랜드에 왜건 모델이 수출되기 시작하였다. 
2015년과 2017년에 페이스리프트를 거쳤다. 2019년 12세대 코롤라가 출시되었지만 단종하지 않고 렌터카 등 영업용 모델로 개편하여 병행생산 및 판매하고 있다.

#### 세계 시장용 (E170)

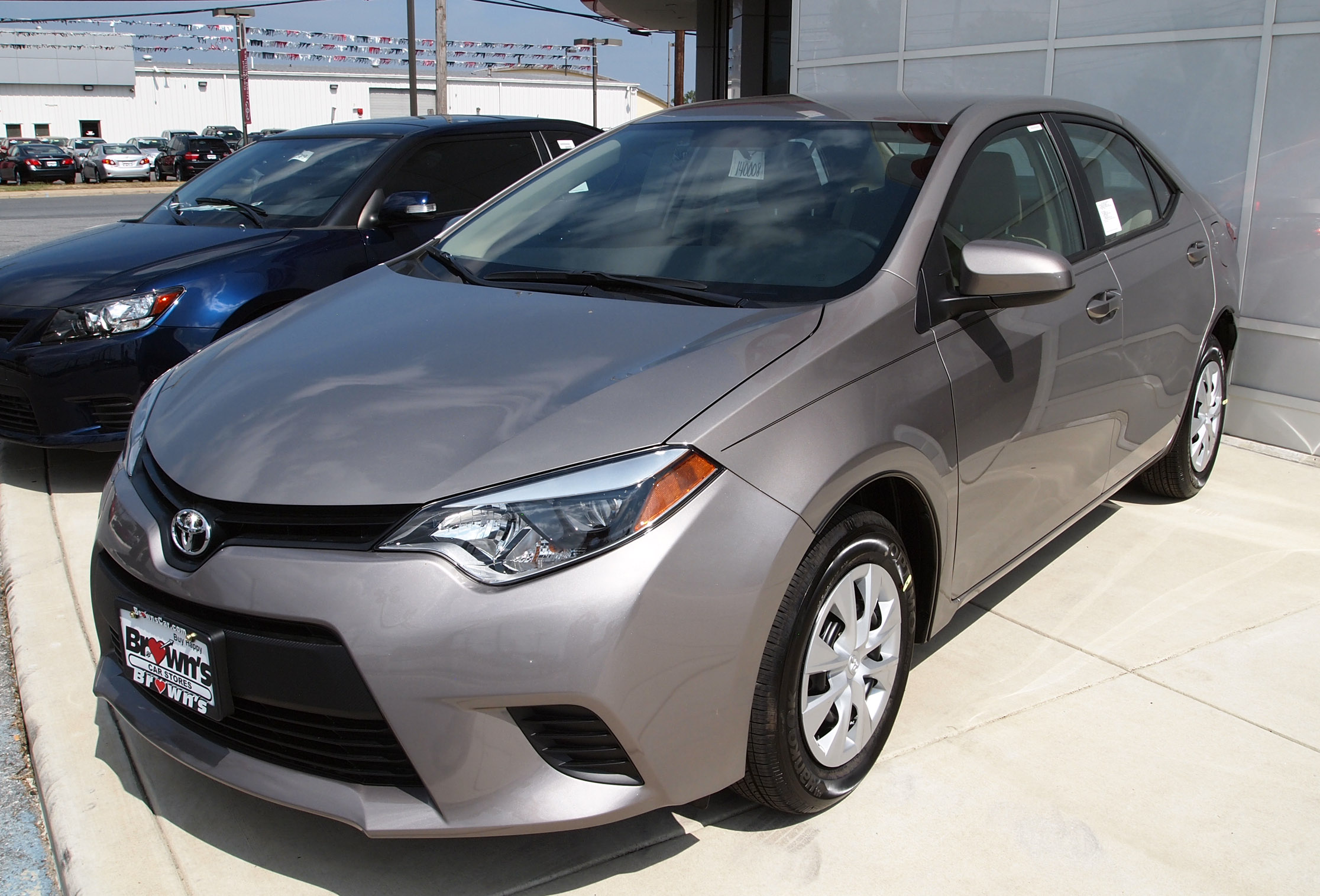
코롤라 11세대 (북미 사양)

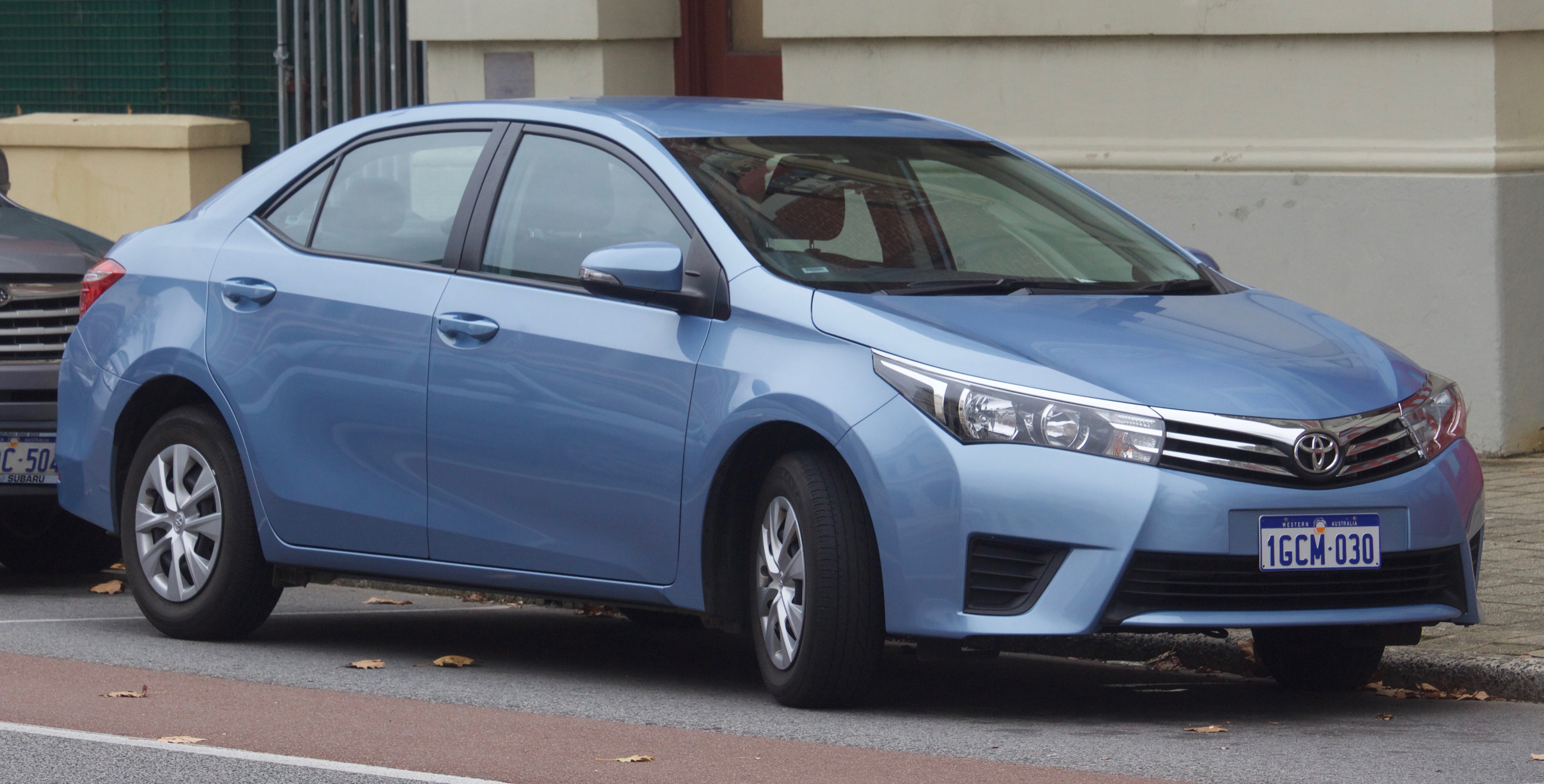
코롤라 11세대 (해외 사양)

2013년 6월 6일에 북미형 모델이, 6월 7일에 유럽형 모델이 하루 간격으로 공개되었다. 2014년에는 중국 시장용 모델이 공개되었으며, 레빈의 명칭을 부활시켰다.
유럽과 북미 등 여러 시장에서 큰 성공을 거두었으나, 대한민국에서는 전 세대의 판매량이 적었던 탓에 수입되지 않았다.
2016년 3월에는 유럽 시장용 모델이 페이스리프트를 거쳤다.
인도 시장에서는 이 세대를 끝으로 단종되었다.

### 12세대 - E210 시리즈

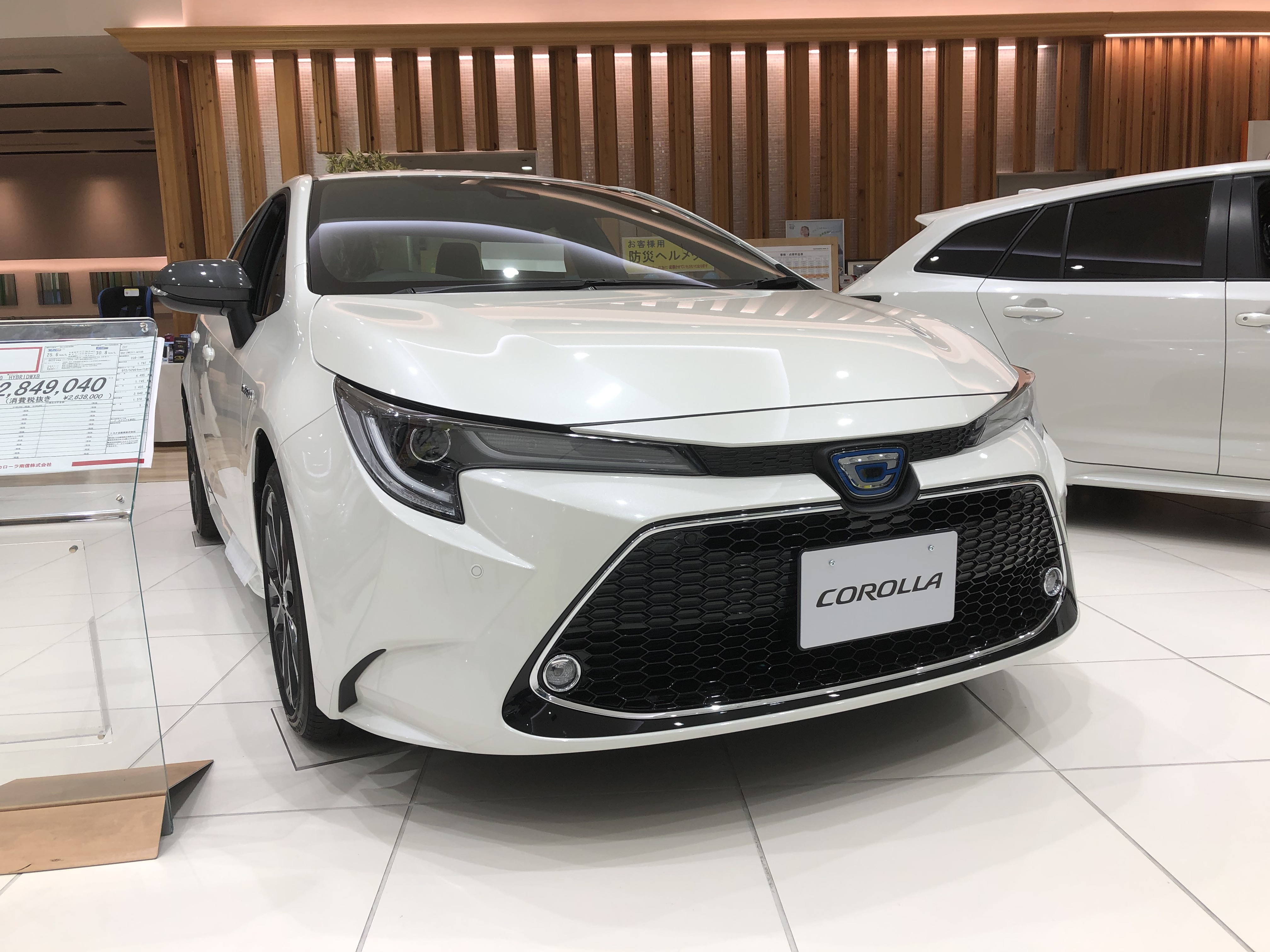
코롤라 세단 12세대 (일본 사양)

해치백과 왜건은 2018년, 세단은 2019년 공개되었다. 토요타의 새로운 플랫폼인 토요타 뉴 글로벌 아키텍처가 적용되었다. 2020년에 유럽 시장 한정으로 왜건 모델이 스즈키 스웨이스라는 명칭으로 뱃지 엔지니어링되어 출시되었다.

## 경쟁 차량
- 현대자동차 - 아반떼, i30
- 기아자동차 - K3
- 쉐보레 - 크루즈
- 혼다 - 시빅
- 폭스바겐 - 제타, 골프
- 오펠 - 아스트라
- 푸조 - 308
- 르노 - 메간